# L'Odyssée verte
L'Odyssée verte (titre original : The Green Odyssey), parfois nommé L’Odyssée Verth est un roman de science-fiction de 1957 de Philip José Farmer.
Le roman raconte de l’évasion du héros Alan Green d’une planète féodale.
Selon Damon Knight dans le numéro de novembre 1957 de Infinity ce livre est un pastiche pastel, superficiel et générique de Tarzan, Conan le Barbare, […] et dieu sait quoi d'autre (pastel pastiche, superficial and generic, of Tarzan, Conan […] and heaven knows what else).

## Éditions
- L'Odyssée verte, Presses Pocket, coll. « Science-fiction » (no 5125), 1981

## Note
1. ↑  Le nom du héros Alan Green est parfois traduit en Alan Verth